# Bahnstrecke Berlin-Schönholz–Kremmen
| Bahnhof Kremmen, 1991 | |                                                                    |                                                                    |
| Streckennummer (DB): | 6182, 6183                                                                                           |                                                                    |                                                                    |
| Kursbuchstrecke (DB): | 200.25, 206, 209.55                                                                                  |                                                                    |                                                                    |
| Kursbuchstrecke: | 97a, 106 (1934) 97 (S-Bahn Velten – Schönholz 1934) 121m (1946) 103 (S-Bahn Velten – Schönholz 1946) |                                                                    |                                                                    |
| Streckenlänge: | 33,4 km                                                                                              |                                                                    |                                                                    |
| Spurweite: | 1435 mm (Normalspur)                                                                                 |                                                                    |                                                                    |
| Streckenklasse: | D4                                                                                                   |                                                                    |                                                                    |
| Stromsystem: | Berlin-Schönholz–Hennigsdorf (b Berlin) 750 V =                                                      |                                                                    |                                                                    |
| Streckengeschwindigkeit: | 120 km/h                                                                                             |                                                                    |                                                                    |
| Zweigleisigkeit: | – |                                                                    |                                                                    |
| | |                                                                    |                                                                    |
| \| \| \| von Neuruppin \| \| \| \| \| von Nauen \| \| \| \| 37,2 \| Kremmen \| Kremmen \| \| \| \| nach Oranienburg \| \| \| \| \| Mittelweg \| \| \| \| \| Lindenweg \| \| \| \| \| Hörstegraben \| \| \| \| \| Bundesstraße 273 \| \| \| \| 33,1 \| Schwante \| Schwante \| \| \| \| Schwanter Vorfluter \| \| \| \| \| Oranienburger Weg \| \| \| \| \| Bärenklauer Straße \| \| \| \| 31,0 \| Vehlefanz \| Vehlefanz \| \| \| \| Eisgraben \| \| \| \| \| Schäferweg \| \| \| \| \| Karlsruher Graben \| \| \| \| \| Bundesautobahn 10 \| \| \| \| \| Eichstätter Weg \| \| \| \| 28,2 \| Bärenklau \| Bärenklau \| \| \| \| Wendemark \| \| \| \| \| von Oranienburg \| \| \| \| 25,4 \| Velten (Mark) \| Velten (Mark) \| \| \| \| nach Nauen \| \| \| \| \| vom Hafen Velten \| \| \| \| 23,0 \| Hohenschöpping \| Hohenschöpping \| \| \| 22,3 \| Blockstelle Jägerberg (bis 1973) \| Blockstelle Jägerberg (bis 1973) \| \| \| \| nach Schönwalde und Hohen Neuendorf West \| \| \| \| 21,0 \| Hennigsdorf Nord Außenring \| Hennigsdorf Nord Außenring \| \| \| \| von Schönwalde und Hohen Neuendorf West \| \| \| \| \| vom Stahlwerk Hennigsdorf \| \| \| \| \| Wendeschleife \| \| \| \| 19,2 \| Hennigsdorf (b Berlin) \| Hennigsdorf (b Berlin) \| \| \| \| Bombardier-Werk Hennigsdorf \| \| \| \| \| ehem. Anschluss nach Spandau \| \| \| \| \| Oder-Havel-Kanal \| \| \| \| 18,0 \| Stolpe Süd (ehem Hennigsdorf Süd) \| Stolpe Süd (ehem Hennigsdorf Süd) \| \| \| \| Landesgrenze Berlin / Brandenburg \| \| \| \| 16,9 \| Berlin-Heiligensee (Gbf 1971 abgetragen) \| Berlin-Heiligensee (Gbf 1971 abgetragen) \| \| \| \| \| \| \| \| 15,2 \| Berlin-Schulzendorf (ehem. Schulzendorf (b Tegel)) \| Berlin-Schulzendorf (ehem. Schulzendorf (b Tegel)) \| \| \| 13,2 \| Bk Tegelgrund \| Bk Tegelgrund \| \| \| \| Tegeler Fließ \| \| \| \| \| Industriebahn Tegel–Friedrichsfelde \| \| \| \| \| Nordgraben \| \| \| \| \| von der Industriebahn Tegel–Friedrichsfelde \| \| \| \| \| Gorkistraße \| \| \| \| 10,9 \| Berlin-Tegel (Gbf abgetragen) \| Berlin-Tegel (Gbf abgetragen) \| \| \| \| \| \| \| \| \| Anschlussbahn der Borsigwerke \| \| \| \| \| A 111 \| \| \| \| \| nach Borsigwalde \| \| \| \| 9,2 \| Berlin-Borsigwalde (geplant) \| Berlin-Borsigwalde (geplant) \| \| \| \| Anschlussbahn Flughafen Berlin-Tegel \| \| \| \| \| von Borsigwalde \| \| \| \| 8,5 \| Berlin Eichborndamm (ehem. Eichbornstraße) \| Berlin Eichborndamm (ehem. Eichbornstraße) \| \| \| \| Abzweigstelle Waldstraße \| \| \| \| \| Grenze der Anschlussbahn \| \| \| \| \| \| \| \| \| 7,7 \| Berlin Karl-Bonhoeffer-Nervenklinik (ehem. Wittenau (Kremm. Bahn)) \| Berlin Karl-Bonhoeffer-Nervenklinik (ehem. Wittenau (Kremm. Bahn)) \| \| \| \| \| \| \| \| 7,0 \| Berlin-Reinickendorf \| Berlin-Reinickendorf \| \| \| \| B 96 \| \| \| \| 6,1 \| Berlin Alt-Reinickendorf (ehem. Reinickendorf) \| Berlin Alt-Reinickendorf (ehem. Reinickendorf) \| \| \| \| von Oranienburg \| \| \| \| 3,8 \| Berlin-Schönholz (ehem. Schönholz-Reinickendorf) \| Berlin-Schönholz (ehem. Schönholz-Reinickendorf) \| \| \| \| nach Gesundbrunnen \| \| | |                                                                    |                                                                    |
| Strecke | | von Neuruppin                                                      | von Neuruppin                                                      |
| Abzweig geradeaus und ehemals von rechts | | von Nauen                                                          | von Nauen                                                          |
| Bahnhof | 37,2                                                                                                 | Kremmen                                                            | Kremmen                                                            |
| Abzweig geradeaus und ehemals nach links | | nach Oranienburg                                                   | nach Oranienburg                                                   |
| Bahnübergang | | Mittelweg                                                          | Mittelweg                                                          |
| Bahnübergang | | Lindenweg                                                          | Lindenweg                                                          |
| Brücke über Wasserlauf | | Hörstegraben                                                       | Hörstegraben                                                       |
| Bahnübergang | | Bundesstraße 273                                                   | Bundesstraße 273                                                   |
| Haltepunkt / Haltestelle | 33,1                                                                                                 | Schwante                                                           | Schwante                                                           |
| Brücke über Wasserlauf | | Schwanter Vorfluter                                                | Schwanter Vorfluter                                                |
| Bahnübergang | | Oranienburger Weg                                                  | Oranienburger Weg                                                  |
| Bahnübergang | | Bärenklauer Straße                                                 | Bärenklauer Straße                                                 |
| Haltepunkt / Haltestelle | 31,0                                                                                                 | Vehlefanz                                                          | Vehlefanz                                                          |
| Brücke über Wasserlauf | | Eisgraben                                                          | Eisgraben                                                          |
| Bahnübergang | | Schäferweg                                                         | Schäferweg                                                         |
| Brücke über Wasserlauf | | Karlsruher Graben                                                  | Karlsruher Graben                                                  |
| Strecke mit Straßenbrücke | | Bundesautobahn 10                                                  | Bundesautobahn 10                                                  |
| Bahnübergang | | Eichstätter Weg                                                    | Eichstätter Weg                                                    |
| Haltepunkt / Haltestelle | 28,2                                                                                                 | Bärenklau                                                          | Bärenklau                                                          |
| Bahnübergang (Strecke außer Betrieb) | | Wendemark                                                          | Wendemark                                                          |
| Verschwenkung nach links · Strecke nach halbrechts und von links | | von Oranienburg                                                    | von Oranienburg                                                    |
| Betriebsstelle Streckenanfang · Bahnhof | 25,4                                                                                                 | Velten (Mark)                                                      | Velten (Mark)                                                      |
| Kreuzung (Querstrecke außer Betrieb) · Abzweig geradeaus und ehemals nach rechts | | nach Nauen                                                         | nach Nauen                                                         |
| Strecke · Abzweig geradeaus und von links | | vom Hafen Velten                                                   | vom Hafen Velten                                                   |
| Strecke · ehemaliger Haltepunkt / Haltestelle | 23,0                                                                                                 | Hohenschöpping                                                     | Hohenschöpping                                                     |
| Strecke · ehemalige Blockstelle | 22,3                                                                                                 | Blockstelle Jägerberg (bis 1973)                                   | Blockstelle Jägerberg (bis 1973)                                   |
| Kreuzung (Querstrecke außer Betrieb) · Abzweig geradeaus, ehemals nach links und ehemals nach rechts | | nach Schönwalde und Hohen Neuendorf West                           | nach Schönwalde und Hohen Neuendorf West                           |
| Kreuzung geradeaus unten · ehemaliger Turmbahnhof geradeaus unten | 21,0                                                                                                 | Hennigsdorf Nord Außenring                                         | Hennigsdorf Nord Außenring                                         |
| Kreuzung · Abzweig geradeaus, von links und von rechts | | von Schönwalde und Hohen Neuendorf West                            | von Schönwalde und Hohen Neuendorf West                            |
| Abzweig geradeaus und von links · Kreuzung geradeaus oben | | vom Stahlwerk Hennigsdorf                                          | vom Stahlwerk Hennigsdorf                                          |
| Abzweig geradeaus und von links · Strecke nach rechts | | Wendeschleife                                                      | Wendeschleife                                                      |
| Bahnhof (Strecke außer Betrieb) · Bahnhof · S-Kopfbahnhof Streckenanfang | 19,2                                                                                                 | Hennigsdorf (b Berlin)                                             | Hennigsdorf (b Berlin)                                             |
| Strecke (außer Betrieb) · Betriebsstelle Streckenende · Strecke | | Bombardier-Werk Hennigsdorf                                        | Bombardier-Werk Hennigsdorf                                        |
| Strecke nach rechts (außer Betrieb) · Strecke | | ehem. Anschluss nach Spandau                                       | ehem. Anschluss nach Spandau                                       |
| Brücke über Wasserlauf | | Oder-Havel-Kanal                                                   | Oder-Havel-Kanal                                                   |
| ehemaliger S-Bahnhof | 18,0                                                                                                 | Stolpe Süd (ehem Hennigsdorf Süd)                                  | Stolpe Süd (ehem Hennigsdorf Süd)                                  |
| Grenze | | Landesgrenze Berlin / Brandenburg                                  | Landesgrenze Berlin / Brandenburg                                  |
| Betriebs-/Güterbahnhof Streckenanfang (Strecke außer Betrieb) · S-Bahnhof | 16,9                                                                                                 | Berlin-Heiligensee (Gbf 1971 abgetragen)                           | Berlin-Heiligensee (Gbf 1971 abgetragen)                           |
| Strecke nach links (außer Betrieb) · Abzweig geradeaus und ehemals von rechts | |                                                                    |                                                                    |
| S-Bahn-Halt | 15,2                                                                                                 | Berlin-Schulzendorf (ehem. Schulzendorf (b Tegel))                 | Berlin-Schulzendorf (ehem. Schulzendorf (b Tegel))                 |
| ehemalige Blockstelle | 13,2                                                                                                 | Bk Tegelgrund                                                      | Bk Tegelgrund                                                      |
| Brücke über Wasserlauf | | Tegeler Fließ                                                      | Tegeler Fließ                                                      |
| Kreuzung geradeaus oben (Querstrecke außer Betrieb) | | Industriebahn Tegel–Friedrichsfelde                                | Industriebahn Tegel–Friedrichsfelde                                |
| Brücke über Wasserlauf | | Nordgraben                                                         | Nordgraben                                                         |
| Strecke von rechts (außer Betrieb) · Abzweig geradeaus und ehemals von links | | von der Industriebahn Tegel–Friedrichsfelde                        | von der Industriebahn Tegel–Friedrichsfelde                        |
| Bahnübergang (Strecke außer Betrieb) · Bahnübergang | | Gorkistraße                                                        | Gorkistraße                                                        |
| Dienststation / Betriebs- oder Güterbahnhof (Strecke außer Betrieb) · S-Bahnhof | 10,9                                                                                                 | Berlin-Tegel (Gbf abgetragen)                                      | Berlin-Tegel (Gbf abgetragen)                                      |
| Verschwenkung nach links (Strecke außer Betrieb) · Verschwenkung nach rechts | |                                                                    |                                                                    |
| Abzweig geradeaus und ehemals nach rechts | | Anschlussbahn der Borsigwerke                                      | Anschlussbahn der Borsigwerke                                      |
| Brücke | | A 111                                                              | A 111                                                              |
| Abzweig geradeaus und ehemals nach links | | nach Borsigwalde                                                   | nach Borsigwalde                                                   |
| ehemaliger S-Bahn-Halt | 9,2                                                                                                  | Berlin-Borsigwalde (geplant)                                       | Berlin-Borsigwalde (geplant)                                       |
| Strecke nach halblinks und von rechts · Verschwenkung nach rechts | | Anschlussbahn Flughafen Berlin-Tegel                               | Anschlussbahn Flughafen Berlin-Tegel                               |
| Strecke · Strecke von links | | von Borsigwalde                                                    | von Borsigwalde                                                    |
| S-Bahn-Halt · Strecke | 8,5                                                                                                  | Berlin Eichborndamm (ehem. Eichbornstraße)                         | Berlin Eichborndamm (ehem. Eichbornstraße)                         |
| Kreuzung geradeaus oben (Querstrecke außer Betrieb) · Abzweig geradeaus und ehemals nach rechts | | Abzweigstelle Waldstraße                                           | Abzweigstelle Waldstraße                                           |
| Strecke · Grenze | | Grenze der Anschlussbahn                                           | Grenze der Anschlussbahn                                           |
| | |                                                                    |                                                                    |
| S-Bahn-Halt · Strecke | 7,7                                                                                                  | Berlin Karl-Bonhoeffer-Nervenklinik (ehem. Wittenau (Kremm. Bahn)) | Berlin Karl-Bonhoeffer-Nervenklinik (ehem. Wittenau (Kremm. Bahn)) |
| | |                                                                    |                                                                    |
| Dienststation / Betriebs- oder Güterbahnhof · Dienststation / Betriebs- oder Güterbahnhof | 7,0                                                                                                  | Berlin-Reinickendorf                                               | Berlin-Reinickendorf                                               |
| Brücke · Brücke | | B 96                                                               | B 96                                                               |
| S-Bahn-Halt · Strecke | 6,1                                                                                                  | Berlin Alt-Reinickendorf (ehem. Reinickendorf)                     | Berlin Alt-Reinickendorf (ehem. Reinickendorf)                     |
| Abzweig geradeaus und von links · Abzweig geradeaus und ehemals von links | | von Oranienburg                                                    | von Oranienburg                                                    |
| S-Bahnhof · Dienststation / Betriebs- oder Güterbahnhof | 3,8                                                                                                  | Berlin-Schönholz (ehem. Schönholz-Reinickendorf)                   | Berlin-Schönholz (ehem. Schönholz-Reinickendorf)                   |
| Strecke · Strecke | | nach Gesundbrunnen                                                 | nach Gesundbrunnen                                                 |

Die Bahnstrecke Berlin-Schönholz–Kremmen (auch: Kremmener Bahn) ist eine Bahnstrecke im nördlichen Berlin und dem sich anschließenden brandenburgischen Umland. Sie zweigt im Berliner Bezirk Reinickendorf nördlich des Bahnhofes Schönholz (seinerzeit: Schönholz-Reinickendorf) von der Berliner Nordbahn ab und führt über Tegel, Hennigsdorf und Velten nach Kremmen. Dort schließt die 1898 eröffnete Bahnstrecke nach Neuruppin an.
Zwischen Berlin-Schönholz und Hennigsdorf wird die Strecke von der Berliner S-Bahn genutzt.
Während alle zuvor eröffneten nach Berlin führenden Bahnstrecken Hauptbahnen waren, wurde die Kremmener Bahn die erste Nebenbahnstrecke in Berlin. Zudem verfügte sie nicht über einen eigenen Kopfbahnhof, sondern wurde von Beginn an in den Stettiner Bahnhof geführt.

## Geschichte bis 1945
Der Wunsch nach einer Verbindung zwischen Berlin und dem Kreis Ruppin ging vor allem von Veltener Seite aus, da die Stadt durch die Industrialisierung auf über 5000 Einwohner angewachsen war. Über diese Vorhaben wurde schon im Jahre 1888 berichtet. Da der ursprüngliche Plan, die Eisenbahn privat zu betreiben, nicht umgesetzt werden konnte, zogen die preußischen Staatsbahnen das Projekt an sich. Im April 1890 begann man, unter Leitung des Regierungsbaumeisters Lehmann, mit den Vorarbeiten. Der erste Teilabschnitt konnte nach rund zweijähriger Bauzeit am 1. Oktober 1893 zwischen Schönholz-Reinickendorf an der Nordbahn und Velten, der zweite am 20. Dezember 1893 zwischen Velten und Kremmen eröffnet werden. Zwei Bahnhöfe wurden erst nachträglich eingerichtet, Eichbornstraße 1894 und Heiligensee 1897.
Die Eröffnung der Bahnstrecke führte bereits in kurzer Zeit zur Ansiedlung neuer Industriebetriebe und zum Bau neuer Wohngebiete. Dadurch war die eingleisige und ebenerdige Bahnstrecke bereits wenige Jahre nach der Eröffnung an ihrer Kapazitätsgrenze angelangt. Bereits 1899 begann man mit dem Grunderwerb für eine Erweiterung. Die Trasse wurde von 1903 bis 1905 von Schönholz-Reinickendorf bis kurz vor Tegel hochgelegt und sämtliche Bahnübergänge niveaufrei durch Brücken ersetzt. Zeitgleich erfolgte der zweigleisige Ausbau.
Von 1921 bis 1927 wurde auch die Strecke von Tegel bis Velten zweigleisig ausgebaut und dabei zwischen Tegel und Hennigsdorf hochgelegt. Der Bahnhof Tegel selbst blieb allerdings ebenerdig.
Die Strecke von Berlin bis Velten wurde 1927 mit dem Gleichstromsystem der späteren Berliner S-Bahn elektrifiziert. Eine neue attraktive Verbindung auf der Strecke kam im Mai 1935 hinzu. Die private Ruppiner Eisenbahn führte den Einsatz moderner Triebwagen zwischen Neuruppin bzw. Meyenburg und dem Stettiner Bahnhof ein. Ab 1936 wurde die Strecke in einem Gemeinschaftsverkehr mit der Reichsbahn bedient, der Betrieb musste jedoch zu Beginn des Zweiten Weltkriegs aufgrund von Treibstoffmangel eingestellt werden.

## Geschichte ab 1945

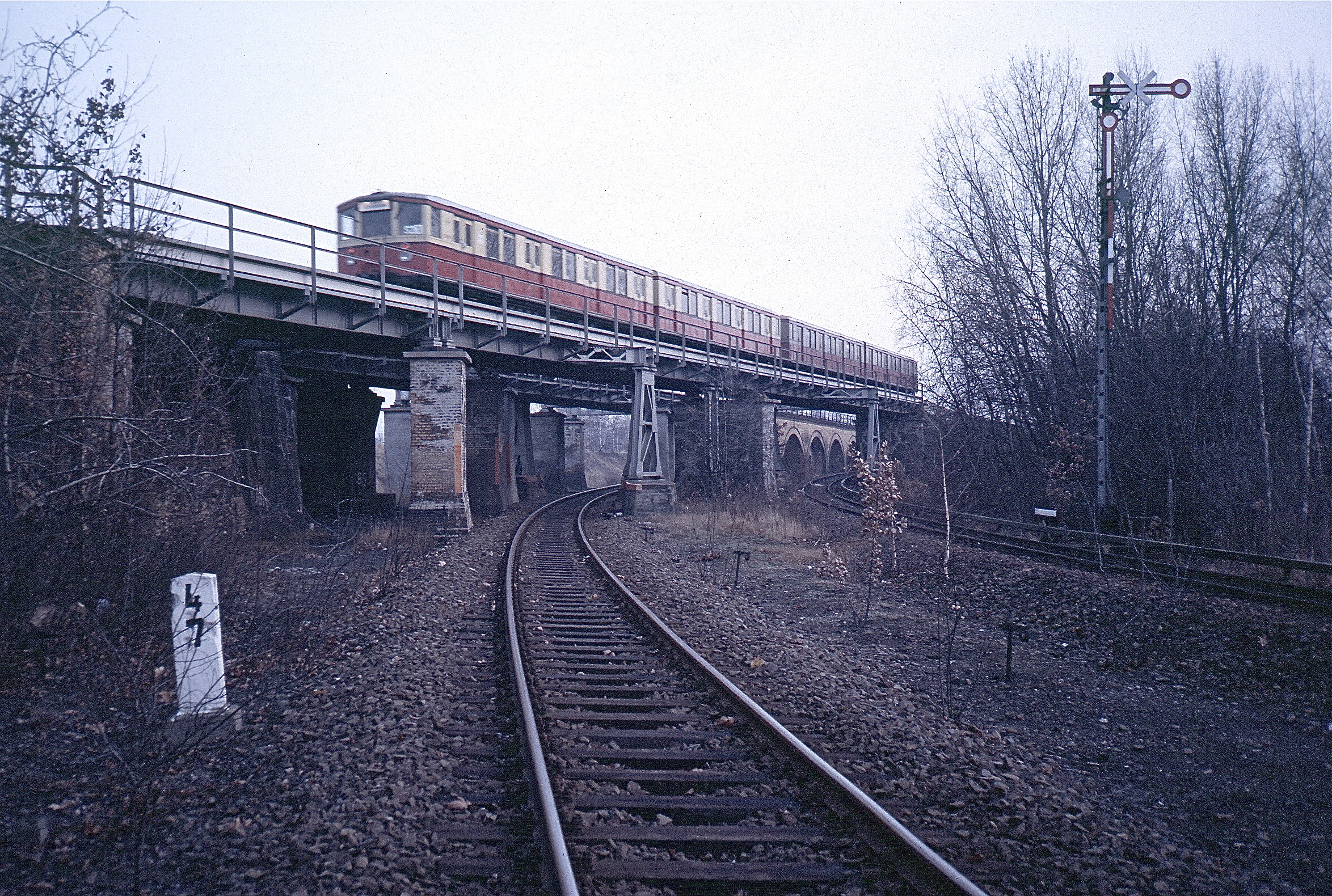
Ausfädelung der Kremmener Bahn (unten) aus der Nordbahn (oben), 1986

Nach dem Zweiten Weltkrieg wurde das zweite Gleis von der sowjetischen Besatzungsmacht demontiert. Die Strecke ist seitdem eingleisig.
Am 23. August 1947 ereignete sich bei Velten ein schwerer Eisenbahnunfall: In einem Personenzug lief aus einem Kanister, der in der Gepäckablage deponiert war, Benzin aus, das sich durch eine Zigarette entzündete. Das Feuer griff auf ein Paket mit Zelluloidfilmen über und breitete sich schnell aus. Dem Schaffner gelang es zwar den Zug anzuhalten. Da in dem betreffenden Wagen aber nur ein einziger Ausgang zur Verfügung stand, gerieten die Reisenden in Panik. 24 Menschen starben, 35 wurden darüber hinaus verletzt.

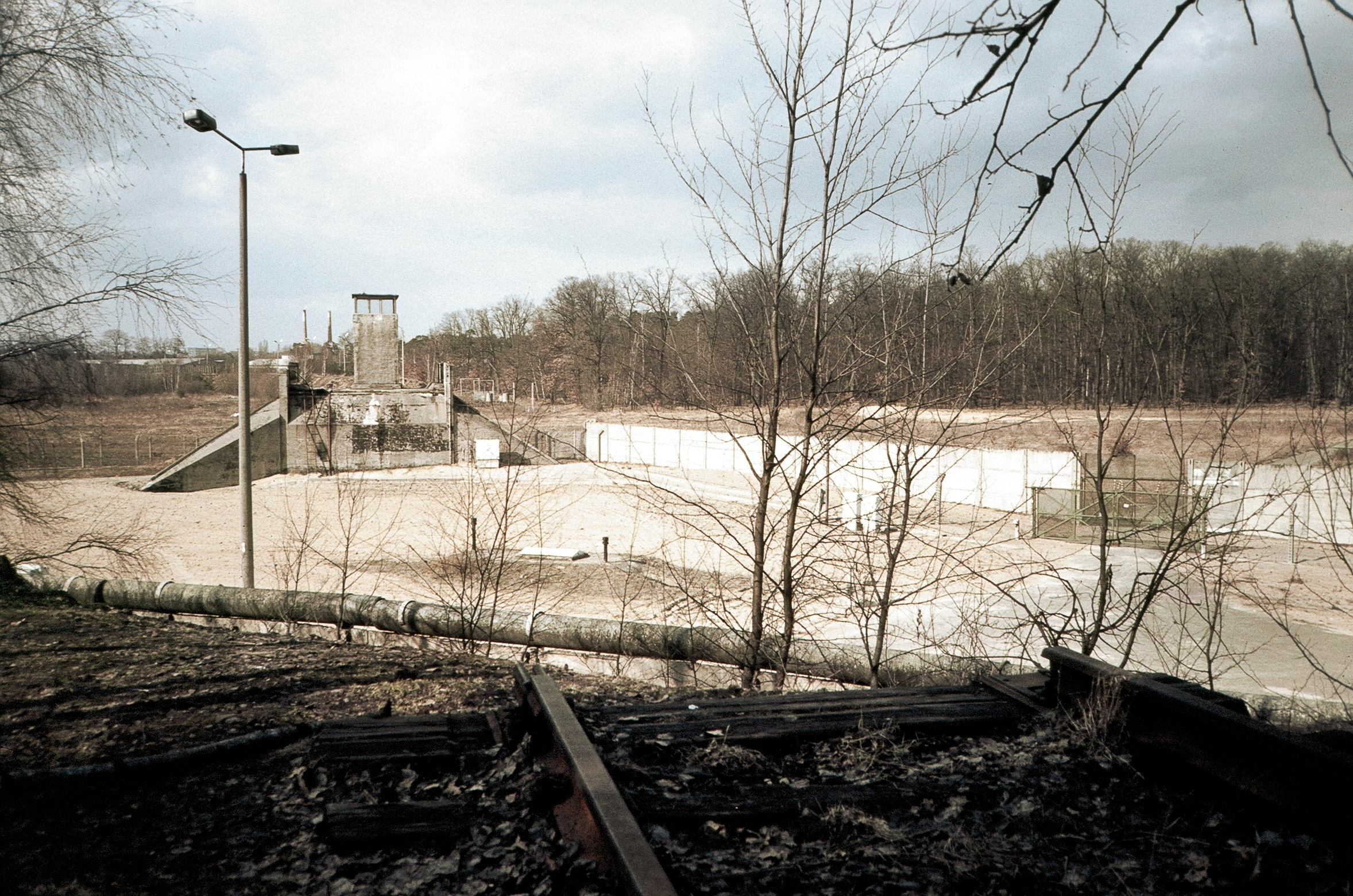
Von der Grenze unterbrochene Bahntrasse bei Heiligensee, 1987

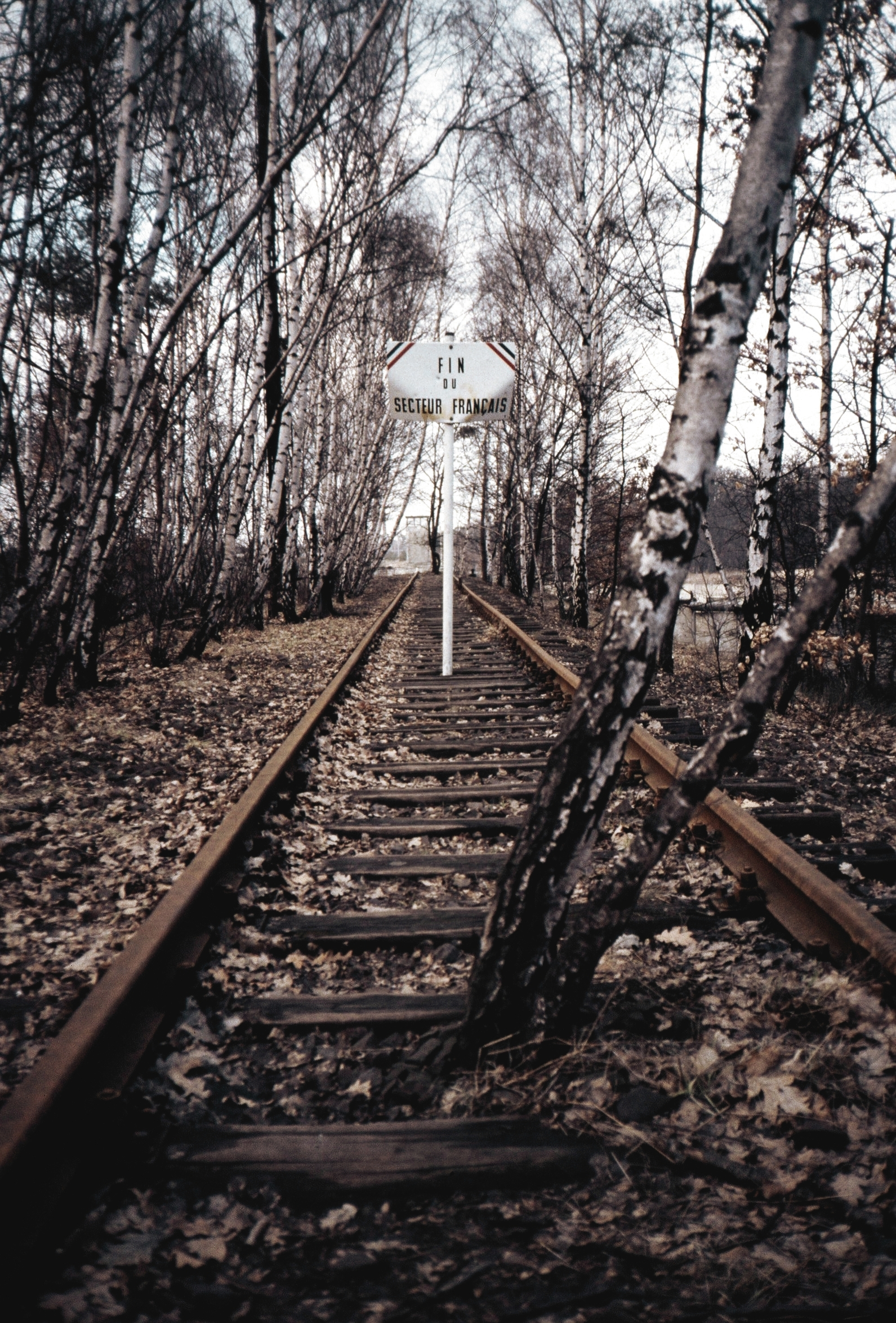
Kurz vor dem Streckenende in Heiligensee, 1987

Im Jahr 1953 wurde der Berliner Außenring gebaut. An der Stelle, an der er mit einer Brücke über die Kremmener Bahn führte, entstand der obere Bahnsteig des Kreuzungsbahnhofs Hennigsdorf Nord. Die S-Bahn auf der Kremmener Bahn fuhr hier zunächst ohne Halt durch, erst 1958 entstand ein unterer Bahnsteig für den Umsteigeverkehr. Der Umsteigebahnhof wurde 1998 stillgelegt.
Der Mauerbau am 13. August 1961 unterbrach den Schienenstrang zwischen Berlin-Heiligensee und Hennigsdorf. Der Bahndamm wurde im Grenzbereich abgetragen, die Strecke war jetzt in zwei Teile geteilt.
- In West-Berlin wurde der S-Bahn-Betrieb von der Deutschen Reichsbahn weitergeführt, wegen des S-Bahn-Boykotts jedoch mit zunehmend weniger Fahrgästen. Nach dem Übergang der Betriebsrechte des Westberliner Teils der S-Bahn an die West-Berliner BVG (9. Januar 1984) wurde der Personenverkehr zunächst eingestellt; eine Wiederinbetriebnahme war nicht vorgesehen. Nördlich von Tegel wurde sogar ein Teil des Bahndamms abgetragen und die Fläche zum Bau der Bundesautobahn 111 in Richtung Hamburg verwendet. Güterverkehr fand auf dem Teilstück bis Tegel jedoch weiterhin statt. Die Militärzüge der französischen Besatzung – von Tegel über Gesundbrunnen und die Ringbahn – nach Straßburg fuhren noch bis 1994.
- In der DDR war die S-Bahn zwischen Velten und Hennigsdorf zum Inselbetrieb geworden. 1983 erreichte die Elektrifizierung nach dem Standard-Wechselstromsystem der Deutschen Reichsbahn auch den nordwestlichen Berliner Außenring. Dabei wurde gleichzeitig der Abschnitt von Hennigsdorf nach Velten mit dem Wechselstromsystem elektrifiziert und der Gleichstrombetrieb der S-Bahn dafür aufgegeben.

Erst ab 1995 wurde die Strecke ab Schönholz, zunächst nur bis Tegel, für die S-Bahn reaktiviert. Da im Bereich der zwischenzeitlich gebauten Autobahn eine Neutrassierung erforderlich war, konnte der Lückenschluss zwischen Tegel und Hennigsdorf erst 1998 erfolgen.
Der Bahnhof Hennigsdorf hätte für einen gleichzeitigen Betrieb von S-Bahn und elektrischer Fernbahn aufwendig mit einem Mehrstromsystem ausgestattet werden müssen, wie es etwa der Bahnhof Birkenwerder besitzt. Man entschied sich deshalb für die einfachere Lösung einer betrieblichen Trennung. Ein Bahnsteig wurde für die S-Bahn südlich verlängert. Die Bahnsteiglänge reicht dabei nur für S-Bahn-Züge, die aus maximal sechs Wagen bestehen. Danach sind die Gleise unterbrochen, am nördlichen Bahnsteigabschnitt fahren die Regionalzüge der elektrischen Fernbahn.

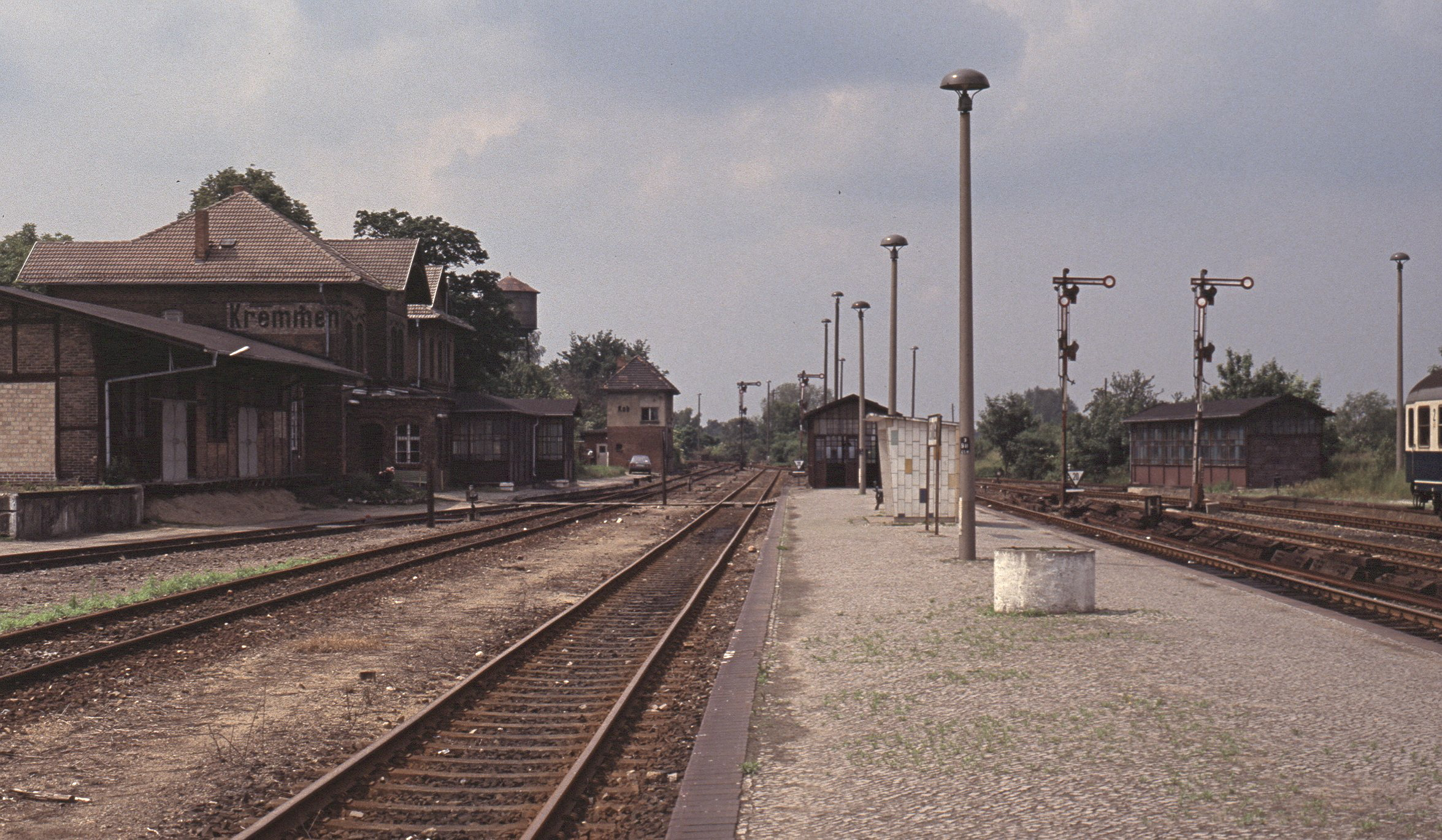
Bahnhof Kremmen, Blick nach Norden (1991)
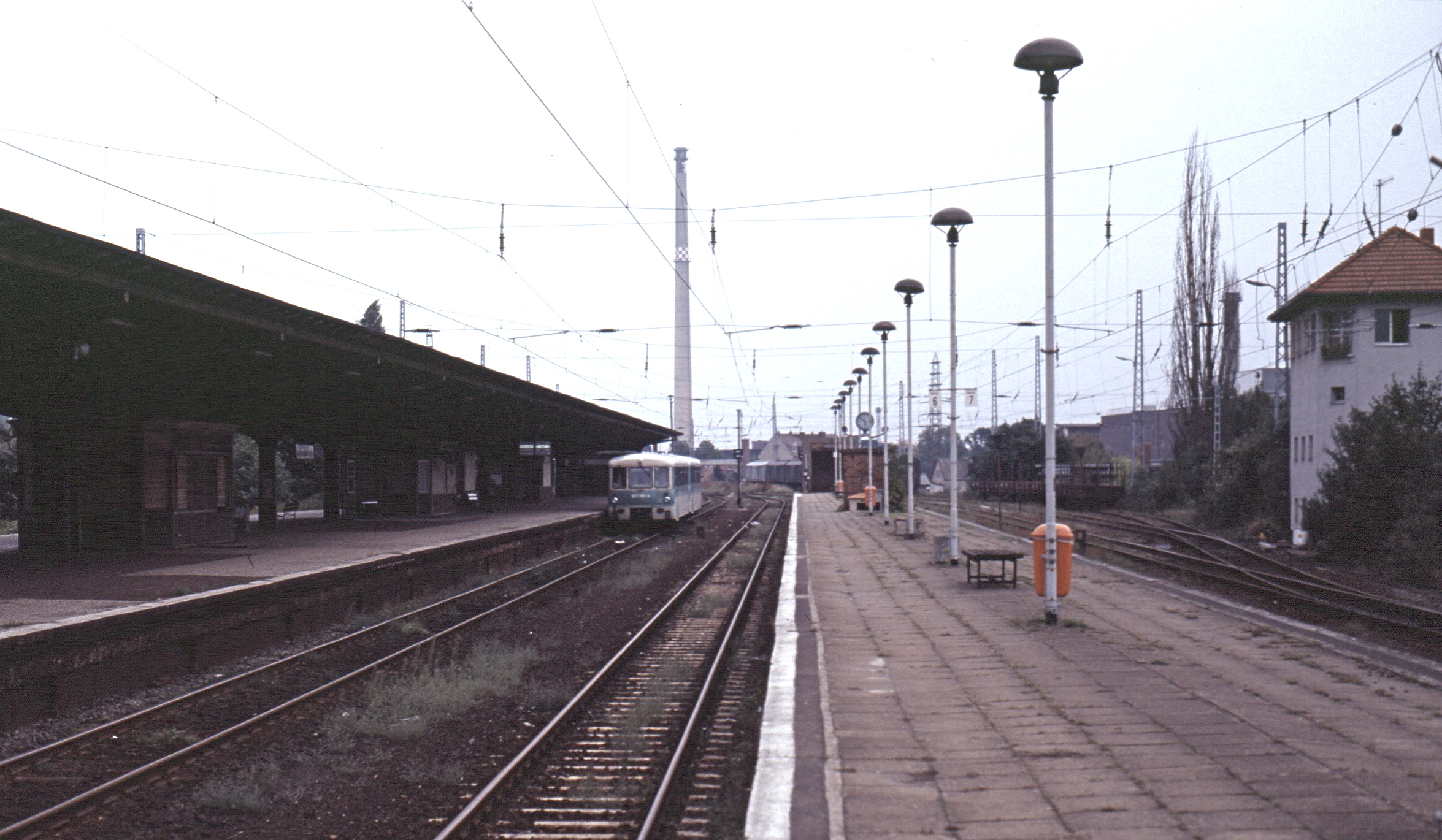
Bahnhof Hennigsdorf mit „Ferkeltaxen“ am S-Bahnsteig, 1996
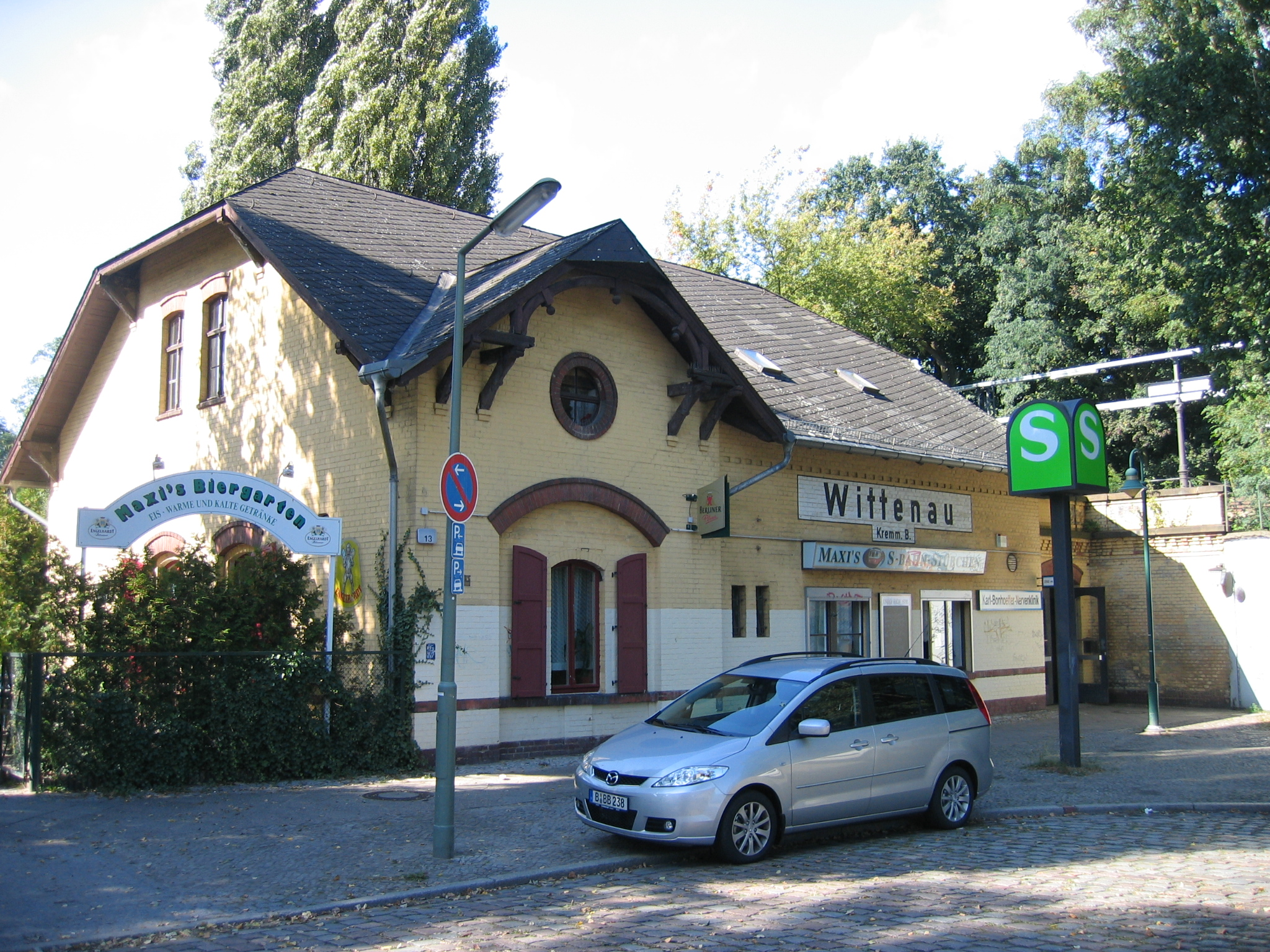
Bahnhof Karl-Bonhoeffer-Nervenklinik mit dem alten Bahnhofsnamen Wittenau (Kremm. Bahn)
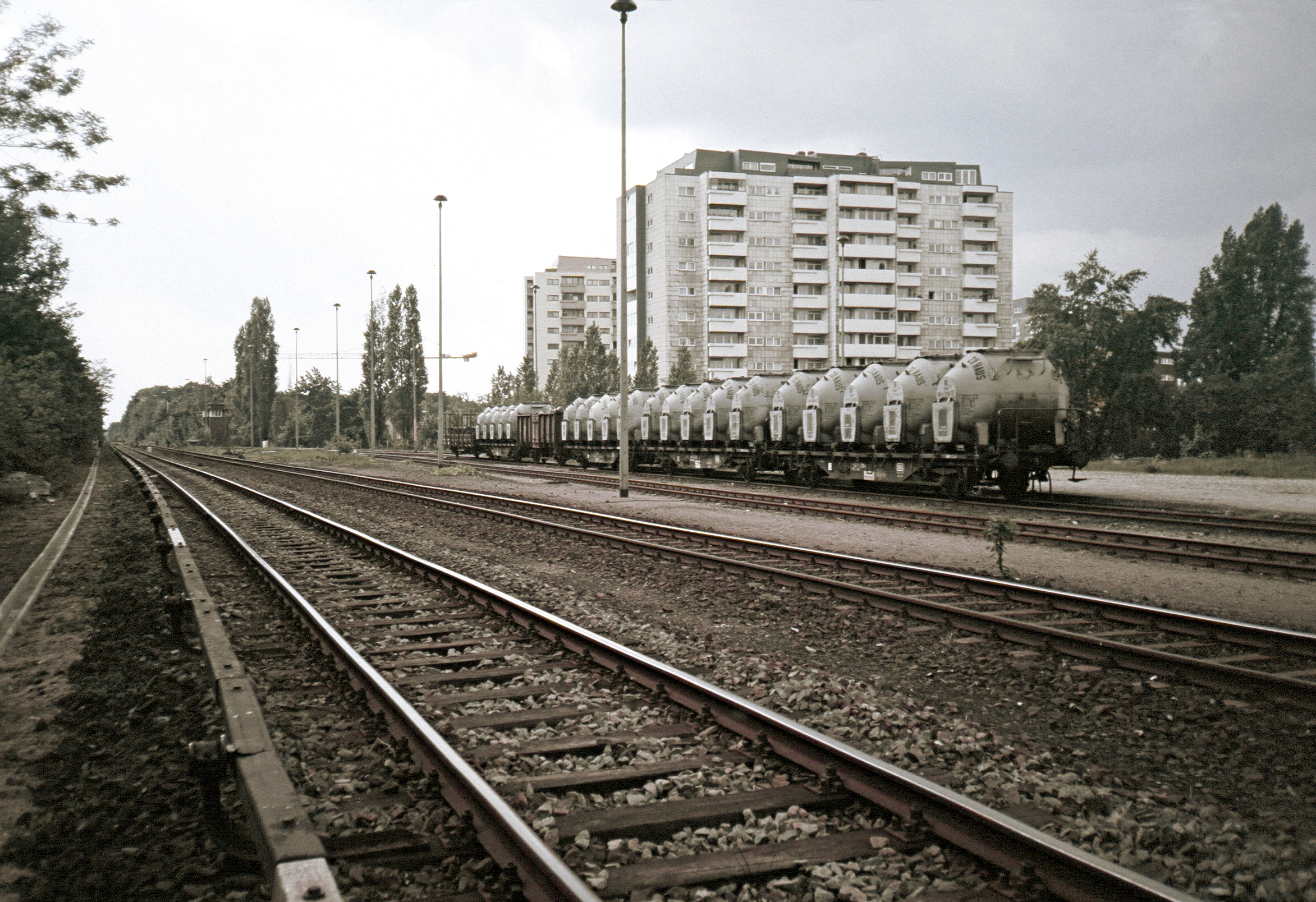
Güterbahnhof Reinickendorf, Blick Richtung Tegel, 1987

## Heutiger Zustand und Zugbetrieb

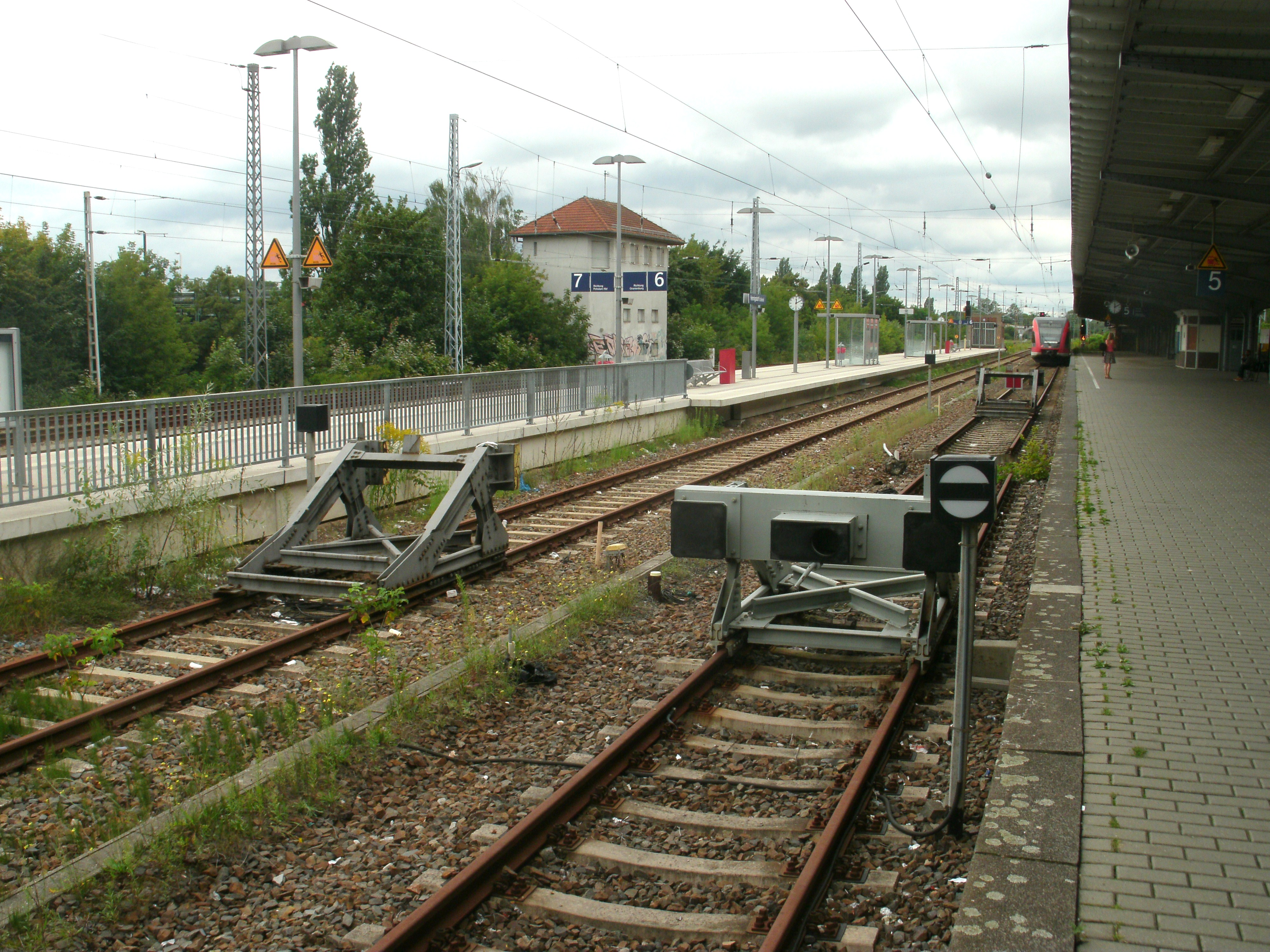
Unterbrochenes Gleis am selben Bahnsteig (vorn S-Bahn) in Hennigsdorf

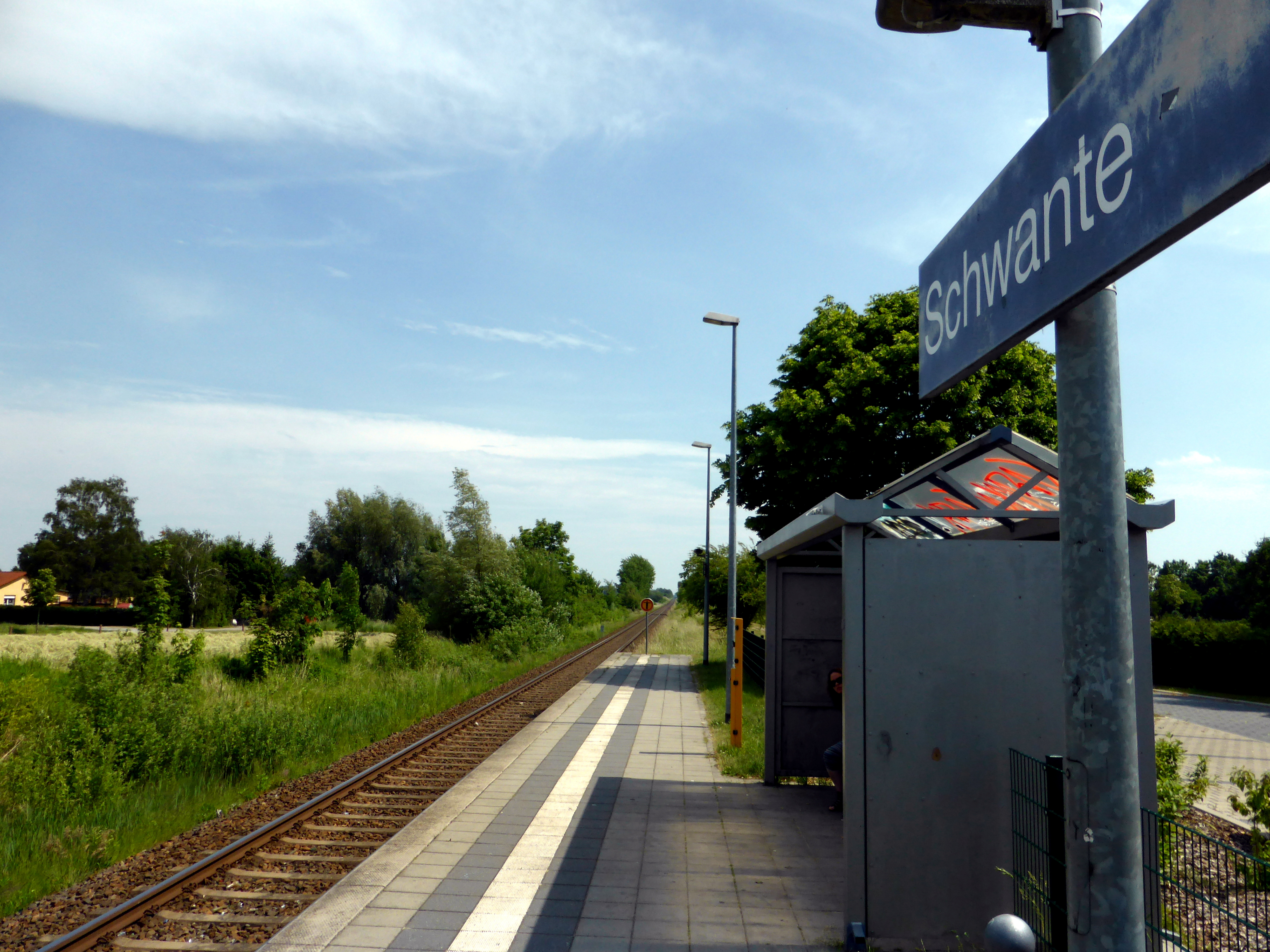
Haltepunkt in Schwante

Die Kremmener Bahn ist heute eine eingleisige Bahnstrecke, die betrieblich in zwei Teile geteilt ist.
- Von Berlin aus wird die Strecke von der S-Bahn-Linie S25 bis zum Bahnhof Hennigsdorf befahren. In Tegel und Heiligensee gibt es Kreuzungsgleise, um einen 20-Minuten-Takt der S-Bahn zu ermöglichen. Der Betrieb erfolgt mit Gleichstrom und seitlicher Stromschiene.
- Ab Hennigsdorf fährt die Regionalbahnlinie RB 55 nach Kremmen. Die einzige Kreuzungsmöglichkeit befindet sich im Bahnhof Velten. Zusätzlich fährt der Regional-Express RE6 (Prignitz-Express) von Berlin-Charlottenburg (seit Dezember 2022) über Berlin-Spandau und den westlichen Berliner Außenring nach Hennigsdorf und weiter mit Fahrtrichtungswechsel über die Kremmener Bahn und Neuruppin nach Wittenberge.

Zwischen Hennigsdorf und Velten liegt ein zweites Gleis, das jedoch nicht dem öffentlichen Verkehr dient. Es wird als Prüfgleis für das in Hennigsdorf beheimatete Lokomotiv- und Triebwagenwerk von Alstom (vormals: Lokomotivbau Elektrotechnische Werke [LEW]) sowie das in Velten gelegene Werk von Stadler Rail genutzt und ist sowohl mit einer Stromschiene als auch mit einer elektrischen Oberleitung ausgerüstet.
Beim Abschnitt Berlin-Reinickendorf bis Berlin-Tegel handelt es sich um eine Strecke im Mischbetrieb. Sie ist dort mit Sicherungstechnik sowohl für die S-Bahn (Fahrsperre) als auch für reguläre Vollbahnzüge (PZB 90) ausgerüstet.
Zunächst wurde der Streckenabschnitt mit einem Elektronischen Stellwerk als Ersatz für die Relaisstellwerke in Reinickendorf, Tegel und Heiligensee sowie mit dem neuen Zugbeeinflussungssystem ZBS ausgerüstet. Die Arbeiten für den Aufbau des Elektronischen Stellwerks im Abschnitt Schönholz (ausschließlich) bis Hennigsdorf begannen Ende 2019, die Inbetriebnahme erfolgte im Oktober 2021. Der Abschnitt bis Berlin-Tegel ist als Mischverkehrsstrecke weiterhin zusätzlich mit PZB-Magneten ausgerüstet.

## Modernisierung und Ausbau
Auf Basis einer Ende 2021 geschlossenen Finanzierungsvereinbarung zwischen dem Land Berlin und der Deutschen Bahn sollen bis 2027 die Bahnsteige der S-Bahn-Stationen Alt-Reinickendorf, Karl-Bonhoeffer-Nervenklinik, Eichborndamm und Tegel verlängert werden, sodass auf der Strecke künftig Acht-Wagen-Züge eingesetzt werden können.
Zwischen Berlin-Schönholz und Hennigsdorf ist die Einführung eines 10-Minuten-Taktes der S-Bahn geplant. Dafür muss die eingleisige Strecke ausgebaut werden. Im Zuge dessen soll die Station Berlin Karl-Bonhoeffer-Nervenklinik in Richtung Ollenhauerstraße verlegt werden, um die Umsteigesituation zur U8 zu verbessern. An der Kreuzung mit der Holzhauser Straße soll eine neue Station Berlin-Borsigwalde entstehen. Ob der Bahnübergang an der Gorkistraße im Berliner Ortsteil Tegel bestehen bleiben kann oder aufgehoben werden muss, steht noch nicht fest. Allein die Kosten der Planung belaufen sich auf 27 Millionen Euro. Bis Ende 2026 sollen diese abgeschlossen sein. Eine Inbetriebnahme ist für Mitte der 2030er Jahre anvisiert.
Die Wiederherstellung des 1983 eingestellten S-Bahn-Betriebs von Hennigsdorf nach Velten wurde 2014 vom Land Brandenburg abgelehnt. Die Stadt Velten setzt sich dafür ein, die noch vorhandene Infrastruktur so weit zu berücksichtigen, dass eine Wiederherstellung in der Zukunft möglich bleibt und die Trasse nicht verbaut wird. Im Rahmen des Projektes i2030 wird die Verlängerung der S-Bahn von Hennigsdorf nach Velten mit Halt in Hennigsdorf Nord im 20-Minuten-Takt untersucht. Das Projekt befindet sich in der Vorplanung (Stand: Juni 2024). Inwiefern die Reaktivierung finanziert wird, ist noch offen. Frühestens Mitte der 2030er Jahre ist mit der Eröffnung zu rechnen.
Im Rahmen der Grundlagenermittlung, die für den Prignitz-Express im Programm i2030 durchgeführt wurde, ist dessen Einbindung über die Kremmener Bahn zum Bahnhof Gesundbrunnen untersucht worden. Die Planung sah hierfür – aufbauend auf der Herstellung der Zweigleisigkeit in Berlin – die Errichtung eines dritten Fernbahngleises zwischen Schönholz und Tegel und weiter nach Hennigsdorf einen Mischbetrieb mit der S-Bahn vor. Die Nutzen-Kosten-Untersuchung ergab, dass mit Kosten von rund einer Milliarde Euro eine Förderung mit Bundesmitteln nicht gegeben ist. Der Lenkungskreis des Programms i2030 beschloss Ende Juni 2022, dass stattdessen zwei Züge pro Stunde über den Berliner Außenring in Richtung Berlin eingebunden werden sollen. Der Verkehrsminister Brandenburgs, Guido Beermann, favorisiert dabei die direkte Einbindung des Prignitz-Express nach Berlin über die Hohenschöppinger Kurve.
Bis Ende 2026 ist mithilfe der Verlängerung der Regionalbahnlinie RB 55 von ihrem heutigen Endpunkt in Kremmen nach Neuruppin West eine Taktverdichtung geplant. Neuruppin ist dann mit zwei Zügen pro Stunde in Richtung Berlin angebunden. Die RB 55 soll gleichzeitig über den Berliner Außenring nach Berlin eingebunden werden. Zur Realisierung ist ein Kreuzungsgleis in Kremmen, ein zweigleisiger Begegnungsabschnitt zwischen Kremmen und Beetz-Sommerfeld und ein Kreuzungsbahnhof Wustrau-Radensleben zu errichten. Des Weiteren ist vorgesehen, die Bahnsteige aller Stationen von Velten bis Neuruppin auf 140 m Nutzlänge zu verlängern, um längere Fahrzeuge einsetzen zu können. Aktuell befindet sich das Vorhaben in der Entwurfsplanung. Das Vorhaben soll über das GVFG-Bundesprogramm gefördert werden.
Um die heute im Regionalverkehr eingesetzten Dieselfahrzeuge durch klimafreundliche Fahrzeuge zu ersetzen, ist vorgesehen, die Strecke zwischen Hennigsdorf und Wittenberge zu elektrifizieren. Im März 2024 wurde bekanntgegeben, dass die gesamte Strecke von 140 Kilometer von Hennigsdorf nach Wittenberge bis 2037 elektrifiziert werden soll. Dafür wurde die Finanzierung seitens des Landes Brandenburg gesichert.